# Lydia Sigourney

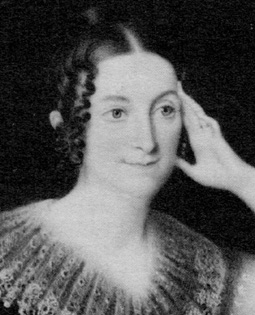
Lydia Huntley Sigourney

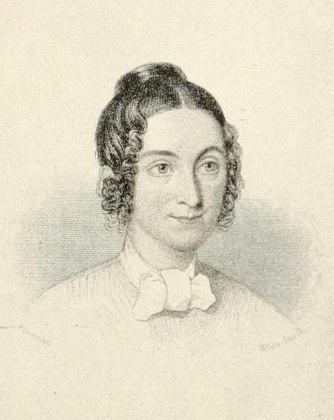
Lydia Huntley Sigourney, unbekannter Künstler in: American Women: Fifteen Hundred Biographies with Over 1,400 Portrait, 1897

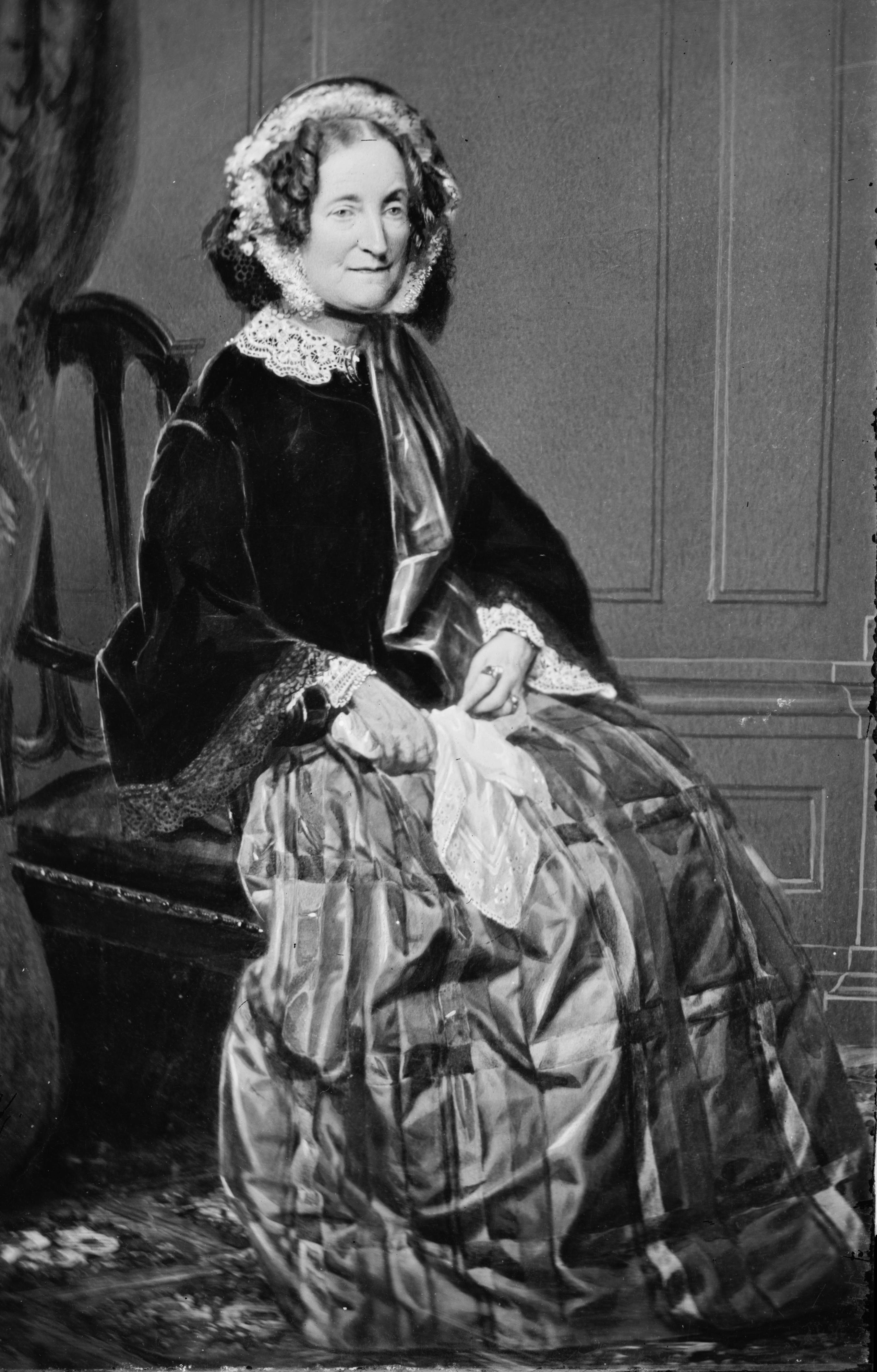
Mrs. Lydia H. Sigourney, Fotografie von Mathew Brady zwischen 1855 und 1865

Lydia Huntley Sigourney, geborene Lydia Howard Huntley (* 1. September 1791 in Norwich, Connecticut; † 10. Juni 1865 in Hartford, Connecticut), war eine US-amerikanische Schriftstellerin. Sie hatte eine lange Karriere und veröffentlichte zu ihren Lebzeiten 52 Bücher und zahlreiche Artikel in rund 300 Zeitschriften. Während einige ihrer Werke anonym signiert waren, wurden die meisten ihrer Werke nur mit ihrem Ehenamen Mrs. Sigourney veröffentlicht. Während des Lyceum movement im 19. Jahrhundert benannten Frauen literarische Gesellschaften und Studienklubs nach ihr.

## Leben
Lydia Huntley wurde als Tochter von Ezekiel Huntley und Zerviah Wentworth geboren. Sie war ihr einziges Kind und wurde nach der ersten Frau ihres Vaters, Lydia Howard, benannt, die kurz nach der Heirat verstorben war.
In ihrer Autobiographie Letters of Life beschreibt Huntley ihre Beziehung zu ihren Eltern, ihre Entscheidung, für sie zu sorgen, und ihre Zurückhaltung zu heiraten, weil das diese Beziehung beeinträchtigen würde:

„I had [...] reason for avoiding serious advances. My mind was made up never to leave my parents. I felt that their absorbing love could never be repaid by the longest life-service, and that the responsibility of an only child, their sole prop and solace, would be strictly regarded by Him who readeth the heart. I had seen aged people surrounded by indifferent persons, who considered their care a burden, and could not endure the thought that my tender parents, who were without near relatives, should be thrown upon the fluctuating kindness of hirelings and strangers. To me, my father already seemed aged, though scarcely sixty; and I said, in my musing hours, Shall he, who never denied me aught, or spoke to me otherwise than in love-tones, stretch forth his hands in their weakness, „and find none to gird him“?“

Sie wurde in Norwich und Hartford unterrichtet. Zusammen mit ihrer Freundin Nancy Maria Hyde eröffnete Sigourney 1811 eine Schule für junge Damen in Norwich. Die Schule musste geschlossen werden, als Hyde krank wurde und nicht mehr unterrichten konnte. Nach der Schließung der Schule in Norwich leitete sie von 1814 bis 1819 eine ähnliche Schule in Hartford im Haus von Daniel Wadsworth. Frances Manwaring Caulkins trat im September 1811 in die Schule in Norwich ein und blieb danach eine sehr herzliche Freundin und häufige Korrespondentin Sigournys.
Huntley lernte Daniel Wadsworth kennen. Er half ihr bei der Gründung einer Mädchenschule und sorgte dafür, dass Töchter seiner Freunde die Schule besuchten. 1815 half er ihr auch bei der Veröffentlichung ihres ersten Werks, Moral Pieces in Prose and Verse, indem er die Veröffentlichung arrangierte und die erste Redaktion selbst übernahm. Lydia Huntley beschrieb Wadsworth als ihren „gütigen Gönner“ und sagt, dass er „die gesamte Verantwortung für die Vermittlung von Verlegern, das Sammeln von Subskriptionen und sogar das Korrigieren der Korrekturbögen auf sich nahm“.S. 325 Sie sagt weiter, dass „er sich daran erfreute, einen einsamen Geist aus der Finsternis in eine freiere Atmosphäre und hellere Sonnenstrahlen zu ziehen“.S. 325 f.
Am 16. Juni 1819 heiratete sie Charles Sigourney und entschied sich nach ihrer Heirat, in ihrer „Freizeit“ anonym zu schreiben. Erst als ihre Eltern in Not gerieten und ihr Mann etwas von seinem früheren Wohlstand verloren hatte, begann sie, beruflich zu schreiben. Als sie als wahrscheinliche Autorin der anonymen Letters to Young Ladies, By a Lady genannt wurde, gab sie die Autorschaft zu und begann, offen als Mrs. Sigourney zu schreiben.
Sigourney starb 1865 in Hartford, Connecticut, und wurde dort auf dem Spring Grove Cemetery begraben. Die Verse auf dem Grabstein verfasste John Greenleaf Whittier:
She sang alone, ere womanhood had known

The gift of song which fills the air to-day:

Tender and sweet, a music all her own

May fitly linger where she knelt to pray.

## Themen
Zu den Hauptthemen in Sigournys Werk gehören Tod, Verantwortung, Religion – ein starker Glaube an Gott und den christlichen Glauben – und Arbeit. Sie schrieb oft Elegien oder Gedichte für kürzlich verstorbene Nachbarn, Freunde und Bekannte. Ihr Werk ist ein typisches Beispiel für das Thema Tod in der viktorianischen Literatur, die den Tod als eine Flucht in einen besseren Ort ansieht, insbesondere für Kinder. Ein zeitgenössischer Kritiker bezeichnete ihr von Moral durchdrungenes Werk als „more like the dew than the lightning“. Sie erfreute sich zu Lebzeiten großer Beliebtheit und erhielt mehrere Spitznamen, darunter „die amerikanische Hemans“, „Sweet Singer of Hartford“ oder der „weibliche Milton“. Beeinflusst wurde sie von Werken von Hannah More, William Wordsworth oder William Cowper.
Als Verfechterin der Theorie von geschlechtsspezifischen Sphären der Gesellschaft folgte Sigourney dem Beispiel von Hannah More, indem sie eine geschlechtsspezifische rhetorische Theorie aufstellte. Sigourney schrieb zwei Benimmbücher. Ihr erstes, Letters to Young Ladies, wurde 1833 veröffentlicht und mehr als fünfundzwanzig Mal gedruckt. In diesem Buch plädierte sie dafür, dass Frauen sich im lauten Lesen üben sollten, und gab außerdem Ratschläge zum Schreiben von Briefen und zum Auswendiglernen. Sigourney schlägt vor, sich Notizen zu machen, und gibt Ratschläge, wie man das Gelesene paraphrasiert. Sigourney empfiehlt, dass Mädchen Lesegesellschaften gründen sollten, und sagt, dass Frauen ihre Tugend nutzen sollten, um sie bei anderen zu fördern.
1835 veröffentlichte Lydia Sigourney das Buch Zinzendorff, and Other Poems, das ein bemerkenswertes Gedicht mit dem Titel Garafilia Mohalbi enthielt. Die amerikanische Malerin und Miniaturistin Ann Hall stellte dasselbe Thema in einem Miniaturporträt dar, das später zu einem beliebten Stich von E. Gallaudet, einem Graveur aus Boston, wurde. Carl Gartner schrieb eine Mazurka mit dem Titel Garafilia, und auch ein Schiff trug denselben Namen. Garafilia Mohalbi war im Alter von sieben Jahren während des griechischen Unabhängigkeitskrieges von den Türken gefangen genommen worden. Sie wurde gekidnappt und als Sklavin an den amerikanischen Händler Joseph Langdon verkauft. Er befreite sie und adoptierte sie als seine Tochter. Mohalbi wurde zu seiner Familie nach Boston geschickt, um dort zu leben. Drei Jahre später starb Mohalbi 1830 im Alter von 13 Jahren und wurde zum Gegenstand einer künstlerischen Bewegung.
Sigournys zweites Benimmbuch, Letters to My Pupils, wurde 1837 veröffentlicht. In diesem Buch konzentriert sie sich auf Aussprache und Konversation und fordert, dass Frauen ihre Aussprache trainieren sollten, auch wenn sie nicht öffentlich sprechen würden. Sigourney zufolge sollte die Konversation von Frauen drei Regeln befolgen: Sie sollte Freude bereiten, sie sollte lehrreich sein und sie sollte beruhigend sein. Sigourney plädierte auch für den Wert des Schweigens und argumentierte, dass es zur Rolle der Frau gehöre, eine gute Zuhörerin zu sein.
In beiden Büchern plädiert Sigourney für die traditionellen geschlechtsspezifischen Sphären der Gesellschaft des 19. Jahrhunderts, weist aber auch darauf hin, dass Frauen durch ihre Lehrtätigkeit, ihre Konversation und ihr Briefeschreiben die Gesellschaft beeinflussen können.

## Nachleben
Sigourney war eine der populärsten Schriftstellerinnen ihrer Zeit, sowohl in den Vereinigten Staaten als auch in England. Ihre Schriften zeichneten sich durch Sprachgewandtheit, Anmut und ruhige Reflexion über die Natur, das häusliche und religiöse Leben und philanthropische Fragen aus; sie waren aber auch oft sentimental, didaktisch und banal. Einige ihrer bekanntesten Werke befassen sich mit den Problemen und Ungerechtigkeiten der amerikanischen Ureinwohner. Als frühe Verfechterin sozialer Reformen im Bereich der Sklaverei und der Binnenmigration fühlte sich Sigourney verpflichtet, ihre Position zu nutzen, um unterdrückten Mitgliedern der Gesellschaft zu helfen. In ihrer posthum veröffentlichten Autobiografie Letters of Life erklärte Sigourney, sie habe in der Hoffnung geschrieben, „ein Instrument des Guten“ zu sein.
Ihr Einfluss war gewaltig. Sie inspirierte im 19. Jahrhundert viele junge Frauen dazu, sich als Dichterin zu versuchen.

„As a dedicated, successful writer, Lydia Sigourney violated essential elements of the very gender roles she celebrated. In the process, she offered young, aspiring women writers around the country an example of the possibilities of achieving both fame and economic reward.“

Sigourneys Engagement für Bildung, Schriftstellerei und Wohltätigkeit war ein Zeugnis für die Möglichkeiten von Frauen, sich selbst zu verbessern, und zweifellos ein Vorbild für Frauen. Infolgedessen benannten Frauen während des Lyceum movement, das im 19. Jahrhundert in den Vereinigten Staaten aufblühte, in Dutzenden von Städten literarische Gesellschaften und Studienklubs nach ihr Sigourney Society,  Sigourney Literary Society oder Sigourney Club.
Im Jahr 1844 wurde Sigourney, Iowa, die Kreisstadt von Keokuk County, Iowa, ihr zu Ehren benannt. Ein großes Ölgemälde mit ihrem Porträt ziert noch immer das Foyer des Gerichtsgebäudes.
Im 20. Jahrhundert gerieten ihre Schriften weitgehend in Vergessenheit. Wenn man sich an sie erinnerte, wurde sie dafür kritisiert, dass sie oberflächlich wären oder sich der Gesellschaft und dem Frauenbild der Zeit anpassten. Haight, ihr einziger Biograf, bezeichnete beispielsweise 1930 einen Großteil ihrer Schriften als „Schreiberei“.
Seit den 1990er Jahren gab es erneuertes Interesse an Sigourney seitens der feministischen Literaturwissenschaften. Nina Baym schreibt über Sigourneys Konstruktion ihrer eigenen Identität und dass sie diese durch geschickte Partizipation zeitlebens aufrechterhielt.
Ihr Gedicht Sailor’s Hymn At Parting aus ihrem Buch Poems for the Sea (1850) wird in dem Film Der Leuchtturm (2019) wiederholt zitiert.

## Werke (Auswahl)
- Moral Pieces in Prose and Verse. 1815 (archive.org).
- Traits of the Aborigines of America.1822 (archive.org).
- A Sketch of Connecticut Forty Years Since. 1824 (archive.org).
- Poems. 1827 (umich.edu).
- Evening Readings In History. 1833.
- Letters to Young Ladies. 1833.
- Sketches. 1834 (hathitrust.org).
- Poetry for Children. 1834 (archive.org).
- Zinzendorff, and Other Poems. 1835 (archive.org).
- Olive Buds. 1836 (archive.org).
- Letters to Mothers. 1838 (archive.org).
- Pocahontas, and Other Poems. 1841 (umich.edu).
- Pleasant Memories of Pleasant Lands. 1842.
- Scenes in My Native Land. 1844.
- Letters to My Pupils. 1851.
- Olive Leaves. 1851.
- The Faded Hope. 1852.
- Past Meridian. 1854 (umich.edu).
- The Daily Counsellor. 1858 (archive.org).
- Gleanings. 1860 (umich.edu).
- The Man of Uz, and Other Poems. 1862 (umich.edu).
- Letters of Life. 1866. (archive.org).